# Landsberg & Wolpers
Landsberg & Wolpers war eine 1856 in Hannover gegründete Fabrik zur Herstellung wissenschaftlicher Instrumente.

## Geschichte
Das Unternehmen wurde für seine auf Ausstellungen gezeigten Werkzeuge, Apparaturen und Messgeräte mehrfach ausgezeichnet, so etwa 1859 auf der Gewerbeausstellung des Gewerbevereins für das Königreich Hannover mit einer silbernen Medaille, 1862 auf der Weltausstellung in London mit der ersten Preismedaille und 1878 in Hannover.

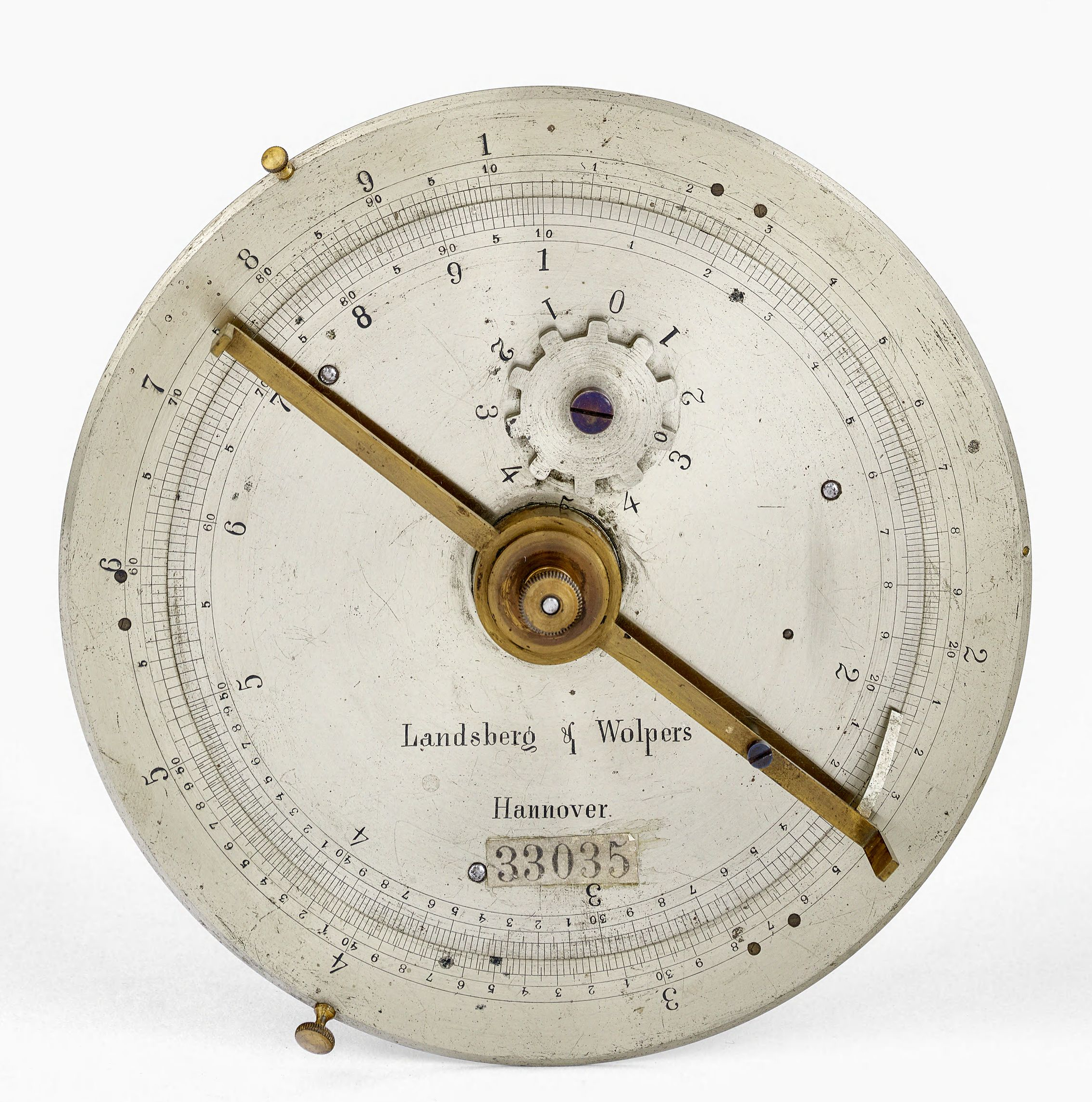
Logarithmische Rechenscheibe nach Eduard Sonne; Deutsches Museum

Zu den Objekten aus dem Hause Landsberg & Wolpers zählen Logarithmische Rechenscheiben nach dem Erfinder Eduard Sonne: Um 1860 versahen die Hersteller die Rechenscheibe mit einem Zählrad, das automatisch die sogenannte „Kennziffer“ des jeweiligen Zeigerstandes mitregistriert:
„Die Kennziffer gibt an, mit welcher Zehnerpotenz das Ableseergebnis zu versehen ist: Kennziffer 0: zwischen 1 und 10; Kennziffer 1: zwischen 10 und 100; usw. Diese Sprechweise wird auch für dekadische, d.h. Briggsche Logarithmen verwendet. (Quelle: Bauer 2004)“
Eine solche Rechenscheibe ist heute im Deutschen Museum zu finden. Eine ähnliche Rechenscheibe von Landsberg & Wolpers, 1876 hergestellt aus versilberten Messing mit Doppelskala ohne Zählrad, ist im Besitz des Science Museums in London.
1872 trat in das als offene Handelsgesellschaft verfasste Unternehmen der Gesellschafter Carl Ernst Weichholdt ein. 1879 trat Weichholdt wieder aus und der Mechaniker Carl Eduard Landsberg sowie der Kaufmann August Wolpers verblieben als alleinige Gesellschafter. Neben Rechengeräten wurden auch Mikroskope, Pantografen, Spektroskope, Luftpumpen, Mikrometer und Woltmannflügel hergestellt. 1880 trug das Amtsgericht Hannover die Firma Landsberg & Wolpers als erloschen in das Handelsregister ein.
Im März 1897 erfolgte eine erneute Eintragung einer Firma Landsberg & Wolpers als Offene Handelsgesellschaft beim Amtsgericht Hannover. Als Inhaber wurden Fräulein Marie Landsberg, Kaufmann August Wolpers und Techniker Friedrich Wolpers genannt. Marie Landsberg trat kurz darauf wieder aus der Gesellschaft aus. Spätestens 1898 und noch Anfang des 20. Jahrhunderts unterhielt das auch als Optiker firmierende Unternehmen, das in der Bahnhofstraße 7 angesiedelt war, in der ersten Etage des Hauses Grupenstraße 22 in Hannover eine Wetterstation, deren Messergebnisse regelmäßig im Hannoverschen Kurier veröffentlicht wurden. 1917 erfolgte die Löschung der Firma von Amts wegen aus dem Handelsregister.